# I sommarn sena
I sommarn sena från 2006 är ett musikalbum med den svenska trubaduren Alf Hambe. Skivan gavs ut i samband med Hambes 75-årsdag i januari 2006.

## Låtlista
All text och musik är skriven av Alf Hambe om inget annat anges.
1. Ballong – 1:46
2. Odysseus, riddar Parsifal och jag – 1:50
3. Itaka – 4:08
4. Ingen – 1:52
5. Pling plingeling – 1:32
6. Djävulsspiralen – 1:43
7. Dundranstyst och stillsamt – 1:52
8. Misstro – 1:36
9. Saruman du vite – 2:31
10. Vittran – 2:19
11. Jorun – 2:45
12. Snövit – 1:31
13. Smultronstänk – 2:01
14. Flickan vid dörren – 1:27
15. Jungfrun ur trädet – 1:31
16. Folia för ärkeängel (trad) – 1:36
17. Mellan lillfingret och tummen – 1:48
18. Ragnarök passerad – 2:20
19. Ljus mot blå snö – 1:21
20. Stilla lilla – 1:25
21. I sommarn sena – 4:38

## Medverkande
- Alf Hambe – sång, gitarr